# 조효소 A
조효소 A(영어: coenzyme A, CoA)는 지방산의 합성과 산화, 시트르산 회로에서 피루브산의 산화에 중요한 역할을 하는 조효소이다. 모든 게놈들은 조효소 A를 기질로 사용하는 효소들을 현재까지 암호화하고 있으며, 세포에 존재하는 효소들의 약 4%는 기질로 조효소 A(또는 티오에스터)를 사용하고 있다. 사람의 경우 CoA의 생합성에는 시스테인, 판토텐산(비타민 B5), 아데노신 삼인산(ATP)이 필요하다.
조효소 A의 아세틸 형인 아세틸-CoA에서, 조효소 A는 매우 다재다능한 분자로, 동화 경로와 이화 경로 모두에서 대사적인 기능을 수행한다. 아세틸-CoA는 피루브산의 합성 및 분해를 유지하고 지원하기 위해서 피루브산 탈수소효소 및 피루브산 카복실화효소의 번역 후 조절 및 다른 자리 입체성 조절에 사용된다.

## 구조의 발견

조효소 A의 구조. (1): 3'-포스포아데노신, (2): 이인산, (3): 판토산, (4): β-알라닌, (5): 시스테아민

조효소 A는 1946년 프리츠 앨버트 리프먼에 의해 밝혀졌는데, 나중에 그는 조효소 A라는 이름을 부여했다. 아세틸-CoA의 구조는 1950년대 초에 런던의 리스터 예방의학 연구소, 하버드 의학대학원, 하버드 의대 메사추세츠 종합병원의 리프먼 및 다른 연구자들에 의해 함께 결정되었다. 리프먼은 처음에 동물에서 아세틸기의 전이를 연구하려고 했으며, 이러한 실험에서 리프먼은 효소 추출물에서는 존재하지 않지만, 동물의 모든 기관에서 분명히 확인된 특이 인자를 발견했다. 리프먼은 돼지의 간에서 이 인자를 분리 및 정제할 수 있었고, 그 인자의 기능이 콜린의 아세틸화에 활성을 나타내는 조효소와 관련이 있음을 발견했다. 이 조효소는 "아세트산의 활성화"를 나타내기 위해 조효소 A로 명명되었다. 1953년에 프리츠 리프먼은 "조효소 A의 발견과 조효소 A의 중간 대사에서의 중요성을 발견"한 것에 대한 공로로 노벨 생리학·의학상을 수상했다.

## 생합성

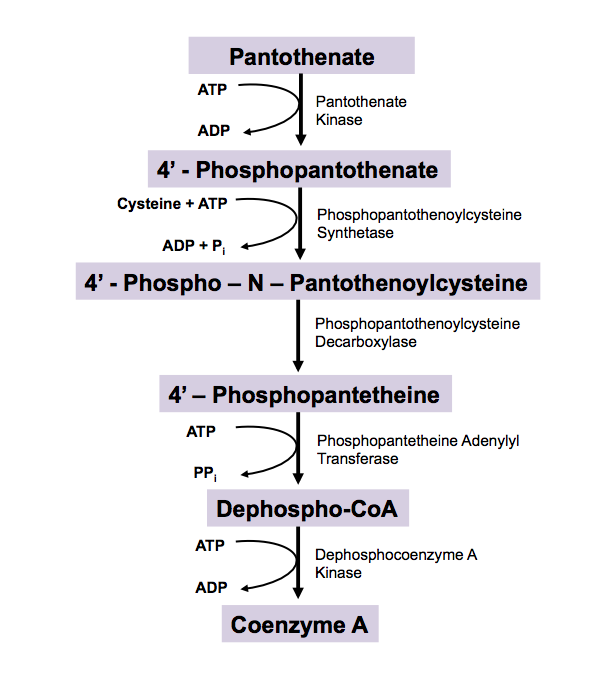
판토텐산으로부터 CoA의 생합성 경로

조효소 A는 고기, 채소, 곡물, 콩, 달걀, 우유와 같은 음식에서 발견되는 판토텐산(비타민 B5)으로부터 자연적으로 합성된다. 사람과 대부분의 생명체에서 판토텐산은 다양한 기능을 가진 필수 비타민이다. 대장균을 포함한 일부 식물과 세균에서 판토텐산은 새로이 합성될 수 있으므로 필수적인 것으로 간주되지 않는다. 이러한 세균은 아미노산인 아스파르트산으로부터 판토텐산을 합성하고, 발린 생합성에서 대사 산물을 합성한다.
모든 생명체에서 조효소 A는 ATP, 판토텐산, 시스테인의 분자들을 필요로 하는 5단계 과정으로 합성된다.
1. 판토텐산(비타민 B5)은 판토텐산 키네이스(PanK; CoaA; CoaX)에 의해 4'-포스포판토텐산으로 인산화된다. 이것은 CoA 생합성의 개입 단계이며, ATP를 필요로 한다.[10]
2. 시스테인은 포스포판토테노일시스테인 합성효소(PPCS; CoaB)에 의해 4'-포스포판토텐산에 첨가되어 4'-포스포-N-판토테노일시스테인(PPC)을 형성한다. 이 단계는 ATP의 가수분해와 짝지어진다.[10]
3. 4'-포스포-N-판토테노일시스테인은 포스포판토테노일시스테인 탈카복실화효소(PPC-DC; CoaC)에 의해 4'-포스포판테테인으로 탈카복실화된다.
4. 4'-포스포판테테인은 포스포판테테인 아데닐릴트랜스퍼레이스(PPAT; CoaD)에 의해 디포스포-CoA로 아데닐릴화된다.
5. 마지막으로 디포스포-CoA는 디포스포-CoA 키네이스(DPCK; CoaE)에 의해 조효소 A로 인산화된다. 이 마지막 단계는 ATP를 필요로 한다.[10]

괄호 안의 효소 명칭의 약어는 각각 진핵생물의 효소와 원핵생물의 효소를 나타낸다. 이러한 대사 경로는 생성물에 의한 저해로 조절된다. CoA는 판토텐산 키네이스에 대한 경쟁적 저해제이며, 판토텐산 키네이스는 일반적으로 ATP와 결합한다. 조효소 A, 3분자의 ATP, 1분자의 일인산, 1분자의 이인산이 생합성 과정을 통해 생성된다.
새로운 연구에 따르면 조효소 A는 세포 내 조효소 A의 수준이 감소하고 데노보 경로가 손상되었을 때 대체 경로를 통해 합성될 수 있다. 이러한 경로에서 4'-포스포판테테인을 생성하기 위해서는 식품과 같은 외부 공급원으로부터 조효소 A가 공급되어야 한다. 엑토뉴클레오타이드 피로인산(ectonucleotide pyrophosphate, ENPP)은 조효소 A를 생명체 내에서 안정한 분자인 4'-포스포판테테인으로 분해한다. 아실기 운반 단백질(ACP)은 또한 4'-포스포판테테인을 생산하는데 사용된다. 이 경로는 세포에서 4'-포스포판테테인을 보충하고, 포스포판테테인 아데닐릴트랜스퍼레이스(PPAT) 및 디포스포-CoA 키네이스(DPCK)를 통해 조효소 A로 전환할 수 있게 한다.

### 상업적인 생산
조효소 A는 효모로부터 추출을 통해 상업적으로 생산되지만, 비효율적인 공정(수율: 약 25 mg/kg)으로 인해 값비싼 제품이 된다. 조효소 A를 합성하여 생산하는 다양한 방법은 현재 산업적 규모로 운영되고 있지는 않지만, 계속해서 연구되어 왔다.

## 기능

### 지방산의 합성
조효소 A는 화학적으로 티올이기 때문에 카복실산과 반응하여 티오에스터를 형성할 수 있어서 아실기 운반체로 역할을 한다. 조효소 A는 지방산을 세포질에서 미토콘드리아로 전달하는 것을 돕는다. 아실기를 운반하는 조효소 A의 분자를 아실-CoA라고도 한다. 조효소 A가 아실기와 붙어 있지 않을 경우, 보통 "CoASH" 또는 "HSCoA"라고도 한다. 이 과정은 세포막의 구조에 필수적인 세포 내 지방산의 생성을 촉진한다.
조효소 A는 또한 아실기 운반 단백질 및 포르밀테트라하이드로폴산 탈수소효소와 같은 단백질에 보결분자단으로 첨가되는 포스포판테테인의 근원이다.

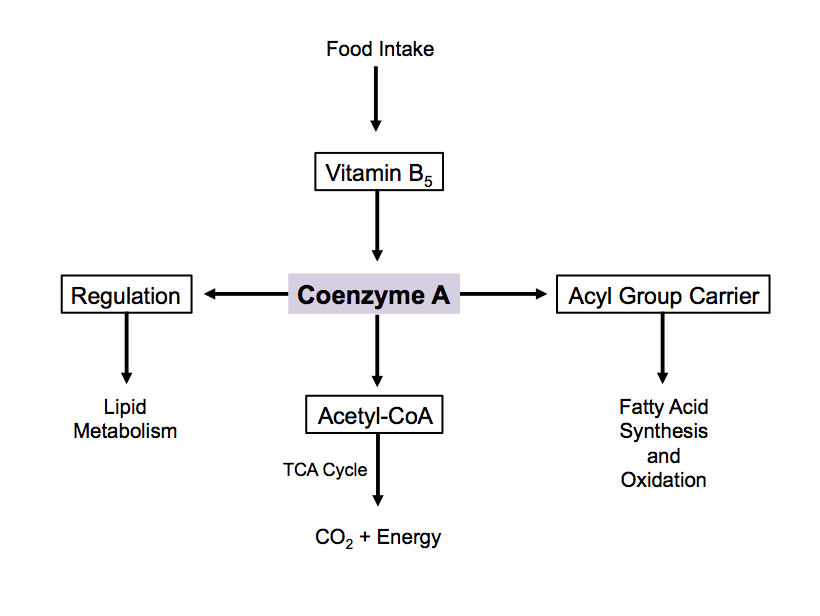
조효소 A의 대사 경로

### 에너지 생산
조효소 A는 시트르산 회로의 반응 메커니즘에 필수적인 5가지 중요 조효소 중 하나이다. 아세틸-CoA는 해당과정과 피루브산의 산화, 아미노산 대사, 지방산의 β 산화로부터 얻어지며, 아세틸-CoA는 시트르산 회로로 들어가서 CO2로 분해된다. 이러한 과정은 신체의 주요 이화 경로이며, 탄수화물, 단백질, 지방과 같은 세포의 호흡 기질을 분해하는데 필수적인 과정이다.

### 조절
여분의 포도당이 있을 때, 조효소 A는 지방산의 합성을 위해 세포질에서 사용된다. 이 과정은 지방산의 합성에서 개입 단계를 촉매하는 아세틸-CoA 카복실레이스에 의해 조절된다. 인슐린은 아세틸-CoA 카복실레이스를 활성화시키는 반면, 에피네프린과 글루카곤은 아세틸-CoA 카복실레이스의 활성을 억제한다.
세포가 기아 상태에 있을 때 조효소 A는 합성되어 세포질에 있는 지방산을 미토콘드리아로 운반한다. 산화 및 에너지 생성을 위해 미토콘드리아에서 아세틸-CoA가 생성된다. 시트르산 회로에서 조효소 A는 피루브산 탈수소효소의 자극에서 다른 자리 입체성 조절 인자로 작용한다.
새로운 연구는 단백질에 CoA가 결합하는 것이 산화 스트레스 반응의 조절에 있어 중요한 역할을 한다는 것을 발견했다. 단백질과 CoA의 결합은 세포에서 글루타티오닐화와 유사한 역할을 하며, 세포 단백질 표면의 시스테인에 있는 티올기의 비가역적 산화를 방지하고, 산화 스트레스나 대사 스트레스에 직접적으로 반응하는 효소의 활성을 조절한다.

## 생물학적 연구에 사용
조효소 A는 다양한 화학 제조 업체로부터 유리산 및 리튬염 또는 나트륨염의 형태로 제공된다. 조효소 A의 유리산은 불안정하게 검출되며, −20˚C에서 저장하면 6개월 후에 약 5%가 분해되고, 37˚C에서 저장하면 1개월 후에 거의 완전히 분해된다. CoA의 리튬염과 나트륨염은 다양한 온도에서 수 개월 동안 저장해도 분해가 미미할 정도로 보다 안정하다. 조효소 A의 수용액은 pH 8 이상에서 불안정하며, 25˚C, pH 8인 조건에서 24시간 후에 전체 활성 중 31%가 소실되었다. CoA 저장 용액은 pH 2~6에서 동결될 때 비교적 안정하다. CoA 활성 소실의 주요 경로는 CoA의 CoA 이황화물로의 공기 산화일 가능성이 높다. CoA-S-S-글루타티온과 같은 CoA가 혼합된 이황화물은 CoA의 상업적 제품에서 흔히 발견되는 오염물질이다. 유리된 CoA는 다이티오트레이톨 또는 2-머캅토에탄올과 같은 환원제를 사용하여 CoA 이황화물 및 혼합된 CoA 이황화물로부터 재생될 수 있다.

## 활성화된 아실기와 결합된 조효소 A의 목록
- 아세틸-CoA
- 지방산 아실-CoA (모든 지방산의 활성화된 형태, CoA 에스터만이 모노아실글리세롤, 다이아실글리세롤, 트라이아실글리세롤의 합성, 카르니틴 팔미토일트랜스퍼레이스, 콜레스테롤의 에스터화와 같은 중요한 반응에 대한 기질이다.)
  - 프로피오닐-CoA
  - 뷰티릴-CoA
  - 크로토닐-CoA
- 아세토아세틸-CoA
- 코마로일-CoA (플라보노이드 및 스틸베노이드 생합성에 사용됨)
- 벤조일-CoA
- 다이카복실산으로부터 유도된 아실
  - 말로닐-CoA (지방산 생합성 및 폴리케타이드 생합성에서 사슬의 신장에 중요함)
  - 석시닐-CoA (헴 생합성에 사용됨)
  - HMG-CoA (아이소프레노이드 생합성에 사용됨)
  - 피멜릴-CoA (비오틴 생합성에 사용됨)

## 참고 문헌
- Nelson, David L.; Cox, Michael M. (2005). 《Lehninger: Principles of Biochemistry》 4판. New York: W.H. Freeman. ISBN 978-0-7167-4339-2.